# Váczi Sámuel
Váczi Sámuel, Vátzi (Fony, 1759. október 28. – Csajág, 1829. június 23.) református lelkész.

## Élete
Vátzy Gábor és Serke Klára fiaként született. Tanulmányait Sárospatakon végezte, ahol 1788-ban köztanító volt a költészeti osztályban, majd a német, héber és ógörög nyelvet tanította, végül 1790-től könyvtárosként dolgozott. 1792-ben lett Mezőszentgyörgyön lelkész; innét 1809-ben Pálfára, 1816-ban pedig Csajágra ment. Üdvözlő verset írt Kecskeméti Zsigmondhoz (1793).

## Munkái
- A Mi atyánk megvilágítása, mellyet a köz rendű keresztyéneknek számokra készített Doederlein Kristóf János. Magyar nyelven pedig kiadott. Győr, 1794.
- Két heti közönséges könyörgések (Fábián-féle Prédikátori Tárház II. k. 3. füzetében)